# Stochastic Analysis and Applications
Stochastic Analysis and Applications is een internationaal, aan collegiale toetsing onderworpen wetenschappelijk tijdschrift op het gebied van de
toegepaste wiskunde.
De naam wordt in literatuurverwijzingen meestal afgekort tot Stoch. Anal. Appl.
Het tijdschrift is opgericht in 1983.
Het wordt uitgegeven door Taylor and Francis en verschijnt 6 keer per jaar.